# Alina Kabata-Pendias
Alina Kabata-Pendias  (* 8. September 1929 in Baranowice; † 3. April 2019) war eine polnische Bodenkundlerin. Von 1974 bis zu ihrer Emeritierung 1993 war sie Professorin für Bodenkunde am bodenkundlichen Institut IUNG in Puławy. Ihr Spezialgebiet war die Geochemie von Spurenelementen in Böden.

## Werdegang und Wirken
Alina Kabatia-Pendias wurde am 8. September 1929 geboren. Während der deutschen Besetzung Polens war sie in der polnischen Heimatarmee. Ihr Studium an der Maria-Curie-Skłodowska-Universität in Lublin schloss sie 1950 mit einer Monographie über Kupfervorkommen in der Region Świętokrzyskie ab. 1957 folgte die Promotion mit einer Arbeit über Cobalt, Kupfer und Nickel in Grünlandböden und darauf produziertem Heu. Bei einem Forschungsaufenthalt am U.S. Plant, Soil and Nutrient Laboratory in Ithaca untersuchte sie die Sorption von Spurenelementen an Tonminerale und die Cobaltaufnahme von Pflanzen. Nach der Habilitation 1966 mit einer geochemisch-mineralogischen Studie über auf Granit und Basalt gebildete Böden in Niederschlesien wurde sie 1974 zunächst außerordentliche und 1984 ordentliche Professorin für Bodenkunde.
Kabata-Pendias hat an über 300 akademischen Beiträgen, darunter 11 Bücher, mitgewirkt. Sie war Mitglied der Polnischen Akademie der Wissenschaften. Zentrale Themen ihrer Arbeit waren die Beziehung von Spurenelementen in der Bodenlösung mit deren Akkumulation in Pflanzen und der Einfluss von Tonmineralen auf das Verhalten von Spurenmetallen in der Kette vom Ausgangsgestein über den Boden zu den Pflanzen. Weitere Forschungsschwerpunkte waren die Evaluierung natürlicher Hintergrundwerte von Spurenelementen in Böden, die Nutzung von Phytoindikatoren für die Abschätzung von Bodenkontamination mit Metallen und die Anreicherung von Spurenelementen entlang der Nahrungskette.

## Auszeichnungen
Alina Kabata-Pendias hat mehrere Preise erhalten.
- Goldenes Verdienstkreuz der Republik Polen (1979)[1]
- Ritter Orden Polonia Restituta (1990)[1]
- Kreuz der Heimatarmee (1994)[1]
- Philippe Duchaufour Medal der European Geosciences Union (2007)[2]
- Medaille zum 75. Jahrestag der Polnischen Gesellschaft für Bodenkunde[1]

2023 verlieh die EGU erstmals die Alina-Kabata-Pendias-Medaille.

## Schriften (Auswahl)
- mit Henryk Pendias: Trace Elements in Soils and Plants. CRC Press, Boca Raton 1984, ISBN 0-8493-6639-9 (4. Auflage 2010).
- mit Arun B. Mukherjee: Trace Elements from Soil to Human. Springer, Heidelberg [u. a.] 2007, ISBN 3-540-32713-4.
- mit Barbara Szteke: Trace Elements in Abiotic and Biotic Environments. CRC Press, Boca Raton 2015, ISBN 978-1-4822-1279-2.